# Toma Simionov
Toma Simionov (n. 30 octombrie 1955, Caraorman, România) este un fost canoist român, dublu laureat cu aur la Moscova 1980 și la Los Angeles 1984 cu echipajul de canoe C2 în cursa de 1.000 m și cu argint la Los Angeles 1984 cu echipajul de canoe C2 în cursa de 500 m.
Este fratele lui Gheorghe Simionov.

## Distincții
- Ordinul „Meritul Sportiv” clasa I (15 aprilie 1981) „pentru rezultatele deosebite obținute la Jocurile olimpice de vară de la Moscova — 1980, precum și pentru contribuția adusă la dezvoltarea activității sportive și la creșterea prestigiului sportului românesc pe plan internațional”[3]